# 2019桃園地景藝術節
2019桃園地景藝術節為臺灣桃園市政府在2019年9月6日至9月22日舉辦的大型展覽活動，舉辦地點為桃園市八德區，以閒置多時而今規劃為大湳森林公園的「保一總隊大湳舊營區」為核心展區；而桃園市兒童美術館、西坡陂塘生態公園、溪濱公園、中大公園為副展區。2019桃園地景藝術節以「守護所在，進擊未來」為基礎概念，並以「新風景線」的想像與創建作為主題。
在主展場大湳森林公園、鄰近的西坡陂塘和兒童美術館等展區，囊括來自德國、法國、美國、澳洲、日本、韓國、新加坡、越南、中國以及臺灣，包含繪畫、雕塑、建築、設計或新媒體等等不同領域的藝術家，共計展出24件作品；溪濱公園和中大公園，則為另由八德在地居民吳思儒策劃的「藝遊八塊厝」展區，呈現藝術家與鄰里居民、社區學校或在地農會等合作的10組件創作。
大湳主展區最引人注目的作品是中國設計師馬岩松設計的《自然舞衣》，為一座高10公尺，長寬分別30公尺的小山丘，由原本的軍用三層樓高建築改造成一件閃閃發亮的舞衣

## 外部連結
- 2019 桃園地景藝術節
- 桃園地景藝術節（页面存档备份，存于）（Facebook頁面）